# ريتشارد بلانتون
ريتشارد بلانتون (بالإنجليزية: Richard Blanton)‏ هو عالم إنسان أمريكي، ولد في 16 نوفمبر 1943.